# Алаканук (аэропорт)
Аэропорт Алаканук (англ. Alakanuk Airport), (ИАТА: AUK, ИКАО: PAUK, FAA LID: AUK) — государственный гражданский аэропорт, расположенный в одной миле (1,85 километрах) к юго-западу от центрального делового района города Алаканук (Аляска), США.
По данным статистической отчётности Федерального управления гражданской авиации США в 2007 году услугами аэропорта воспользовались 3527 пассажиров, что на 0,2 % больше аналогичного показателя 2006 года (3518 человек).

## Операционная деятельность
Аэропорт Алаканук располагается на высоте 3 метра над уровнем моря и эксплуатирует одну взлётно-посадочную полосу:
- 18/36 размерами 671 x 16 метров с гравийным покрытием.[3]

В планах городского муниципалитета находится строительство нового аэропорта в западной части города, который после сдачи в эксплуатацию заменит ныне действующий Аэропорт Алаканук.